# 시크릿 (책)
《시크릿》(The Secret)은 전직 호주의 TV 프로듀서인 론다 번이 쓴 책의 제목이며 론다 번이 오래전부터의 성공한 사람들의 공통점을 연구하여 발견한 비밀을 공유하고자는 목적으로 만들어진 내용이다.

## 내용
비밀을 이용하여 건강, 부, 행복을 성취한 성공한 현대인의 지혜로움과 비밀의 이해, 활용방법을 내용으로 하고 있다. 여기서 비밀이란 끌어당김의 법칙을 의미하며, 끌어당김의 법칙은 생각이 현실이 된다라는 단 세마디로 요약될 수 있다. 이 책의 원리를 건강하게 사는 법, 부자가 되는 법, 불가능한 일을 성공으로 일구어 내는 방법 등에서 구체적인 활용 방법을 제시한다.
시크릿의 원리를 물리학의 개념을 이용하여 해석해 내고 있는데, 다분히 의사과학적 요소들이 내재해 있다. 아인슈타인의 말을 인용하자면, "이런 노력에는 어떤 정신병리가 있다"고 생각한다. 또한, "물리학의 공리를 인간의 삶에 적용하려는 현재의 유행은 잘못되었고, 얼마간 비난받아야 한다고 나는 믿는다."
또한 시크릿에서 양자물리학자로 나왔으며, 동시에 자연법당의 대통령 후보로 대선에 출마하기도 했던 존 해길린은 자신이 대통령이 되면 빈민을 퇴치할 방법으로 명상을 제시했다. 그는 명상이 빈민 퇴치에 도움이 될 것이라는 근거로 '100번째 원숭이 현상'을 들고 있다. 그러나 실제 연구를 시작했을 때 원숭이의 수는 20마리였고, 10년 뒤에는 59마리가 되었을 뿐이었다. 게다가 그 59마리 중에서도 물에 고구마를 씻어 먹는 원숭이는 36마리에 불과 했고, 10년이라는 기간은 그 방법이 확산될 수 있을 정도로 충분한 시간이었다.

## 유사 개념/서적
- 리얼리티 트랜서핑 - 사념에너지와 일치하는 파동의 가능태가 현실화된다고 설명. 긍정적인 생각을 하면 긍정적인 일이, 부정적 생각을 하면 부정적인 일이 현실화된다고 함. 즉, 우리는 생각을.통해 인생을.창조할 수 있다는 이야기
- 사이언스 오브 게팅 리치 - 월러스 워틀즈
- 사이코사이버네틱스 - 시크릿에서 설명하는 개념은 1960년에 출판된 베스트셀러이자 매우 유명한 성공학 k저서, 사이코사이버네틱스와 매우 유사하다.
- 세도나 메서드 - 레스터 레븐슨의 저서
- 뇌파진동 - 일지 이승헌의 저서